# 赛利涉
赛利涉（？—？），宋朝政治人物。
赛利涉曾于1017年接替尚逵任华亭县知县一职，1018年由张贻庆接任。